# Свобода (Золотухинский район)
Свобода — местечко в Золотухинском районе Курской области. Административный центр Свободинского сельсовета.

## История

### В составе Российской империи
В 1597 году возник монастырь Курская Коренная Рождество-Богородичная пустынь. Вокруг него в XVIII веке образовалась слобода.
С 1618 года возле монастыря начала проводиться ежегодная ярмарка. В 1787 году при проезде императрицы Екатерины II через Курск городское общество подало ей прошение об отдаче ему ярмарочного места с увольнением от уплаты поземельных денег на 20 лет и вскоре последовал указ о разрешении строительства каменного гостиного двора для Коренной ярмарки. Он был достроен к 1812 году. В правительственных актах за 1824 год Курская Коренная
ярмарка, наряду с Нижегородской и Ирбитской была названа в числе 3-х главных ярмарок, куда иностранцам разрешалось посылать свои товары. В 1877 году ярмарку перевели в Курск,
где она растворилась среди других торгов города.
В 1868 году, в связи с окончанием постройки Московско-Курской железной дороги, на территории нынешнего Золотухинского района была сооружена железнодорожная станция Коренная пустынь. В 1881 году в населённом пункте открыли первые земские школы. В том же году в Коренной пустыни побывал художник И. Е. Репин, под впечатлением от увиденного впоследствии написавший картину «Крестный ход в Курской губернии».

### В годы Гражданской войны
В декабре 1917 года на территории населённого пункта была установлена советская власть. Председателем Совета рабочих и крестьянских депутатов назначили П. М. Николаева, впоследствии делегата VI Чрезвычайного съезда советов РСФСР от Курской губернии. Именно в результате его ходатайства перед председателем ВЦИК Я. М. Свердловым постановлением Президиума ВЦИК РСФСР от 19 декабря 1918 года слободе Коренной было присвоено новое наименование — Свобода. В 1919 году, в ходе похода на Москву, в момент вступления частей ВСЮР в населённый пункт, монахи Коренной пустыни звонили во все колокола. В ходе наступления РККА в сентябре-октябре того же года в районе Свободы проходили тяжёлые бои.

### В составе СССР
В 1928 году был образован Свободинский район, административным центром которого стала Свобода. 10 ноября 1930 года Свободинский район упразднили, и Свобода вошла в состав Золотухинского района. В 1934 году состоялось открытие механического завода Минздрава СССР. В январе 1935 года был вновь образован Свободинский район, административным центром которого стал населённый пункт. В 1939 году пущен в ход радиоузел.
В ноябре 1941 года Свободу заняли части вермахта. В феврале 1943 года была освобождена Красной армией. В больнице населённого пункта расположился госпиталь. В апреле 1943 года на территории населённого пункта расположился командный пункт (штаб) Центрального фронта, находившийся под командованием К. К. Рокоссовского, координировавший военные действия советских войск на Курской дуге.
В 1948 году вступил в строй электромеханический завод, в 1963 году — автотранспортное предприятие, в 1970 году — хлебозавод. Указом Президиума Верховного Совета РСФСР от 1 февраля 1963 года Свободинский район был в очередной раз упразднён, и его административный центр вошёл в состав Золотухинского района.

### В составе Российской Федерации
С 2001 года традиция проведения Коренной ярмарки была возобновленаОна стала одним из главных деловых мероприятий Черноземья, ежегодно здесь подписываются договоры и соглашения о сотрудничестве в самых разных отраслях экономики.

## Население
| 1939 | 1959  | 2002  | 2010  |
| ---- | ----- | ----- | ----- |
| 1022 | ↗2265 | ↗2332 | ↘2256 |

## Достопримечательности

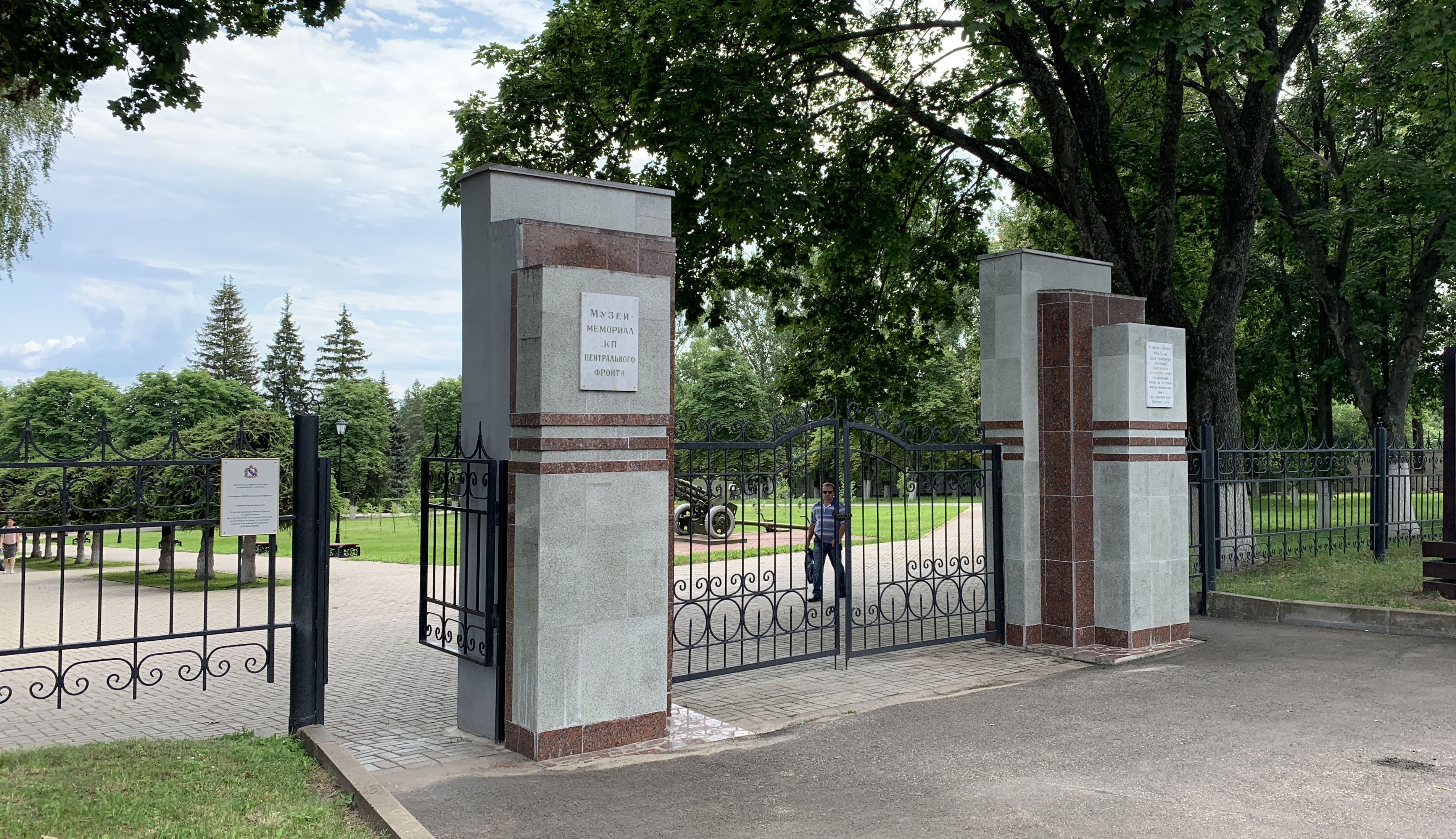
Мемориальный комплекс «Командный пункт Центрального фронта»

- Курская Коренная Рождества Пресвятой Богородицы Пустынь, основанная в 1597 году. В 2001 году на территории монастыря был воздвигнут памятник святому Серафиму Саровскому.
- Историко-мемориальный музей «КП Центрального фронта», торжественное открытие которого состоялось 9 мая 1975 года[8].
- В 2003 году напротив монастыря установили памятник «Обретение иконы „Знамение“ охотниками»[13], спроектированный скульптором В. М. Клыковым.

## Известные уроженцы
- Павел Васильевич Абросимов — советский архитектор. Лауреат Сталинской премии первой степени (1949)[14].